# Walk the Moon
Walk the Moon är ett indierockband från Cincinnati i Ohio, USA. Frontfigur i bandet är sångaren Nicholas Petricca som startade bandet 2006. Mest kända är de för albumet Walk the Moon från 2012. Två singlar har släppts från albumet, "Tightrope" och "Anna Sun" som är deras största hits tillsammans med ”Shut up and dance” från albumet ”Talking is Hard”. Basisten Kevin Ray fick lämna bandet 2020 .

## Medlemmar
- Nicholas Petricca: sång, synthesizer
- Sean Waugaman: trummor, bakgrundssång
- Eli Maiman: gitarr, bakgrundssång

## Diskografi

### Album
- The Other Side: B-Sides and Rarities (2009)
- I Want! I Want! (2010)
- Walk the Moon (2012)
- Talking Is Hard (2014)
- What if nothing (2017)

### EP
- The Anthem (2008)
- Anna Sun (2012)
- Tightrope (2013)